# Yoweri Hunter Wacha-Olwol
Yoweri Hunter Wacha-Olwol (* um 1923; † 2. Mai 2017) war vom 13. Mai 1980 bis zum 15. Dezember 1980 Mitglied der Präsidialkommission von Uganda.
Der  Jurist arbeitete später als Richter. Nachdem Präsident Godfrey Binaisa gestürzt worden war, wurde für die Übergangszeit bis zur Wahl im Dezember 1980 eine Präsidialkommission, bestehend aus den Richtern Polycarp Nyamuchoncho und Wacha-Olwol sowie Saulo Musoke, geschaffen.